# Dana Point
Dana Point é uma cidade localizada no estado americano da Califórnia, no condado de Orange. Foi incorporada em 1 de janeiro de 1989.

## Geografia
De acordo com o United States Census Bureau, a cidade tem uma área de 76,3 km², onde 16,8 km² estão cobertos por terra e 59,5 km² por água.

### Localidades na vizinhança
O diagrama seguinte representa as localidades num raio de 16 km ao redor de Dana Point. 

## Demografia
Segundo o censo nacional de 2010, a sua população é de 33 351 habitantes e sua densidade populacional é de 1 981,06 hab/km². É a cidade que, em 10 anos, mais reduziu a população no condado de Orange. Possui 15 938 residências, que resulta em uma densidade de 946,72 residências/km².